# Původní druh
Původní druh (též autochtonní druh) je biologický druh, který se vyskytuje na daném místě přirozeně, tzn. vznikl nebo doputoval na danou lokalitu bez přičinění člověka. V Evropě se mezi původní druhy obvykle počítají takové, které se zde vyskytují již od konce poslední doby ledové. Přesto není vždy jasné, jaký druh je původní.
Příklad: Smrk ztepilý je autochtonní v horských oblastech, kde je nepůvodní dub letní.
V opačném případě se jedná o nepůvodní druh (alochtonní). Ty můžeme rozdělit na archeofyty (zavlečené člověkem od počátku neolitu do objevení Ameriky) a neofyty (zavlečené až po objevení Ameriky).

## Autochtonie a alochtonie/heterochtonie
Pojem „autochtonní“ se používá nejen v botanice, ale i v dalších oborech.
V geologii se za autochtonní považují například kamenná moře, jako opačný pojem se používá rovněž alochtonní.
V rehabilitační anatomii se rozlišují autochtonní svaly (autochtonní muskulatura), které nepodléhají bezprostřednímu volnímu vlivu.
V etnografii a kulturní antropologii se za autochtonní považuje kulturní fenomén, který vznikl v daném místě či v dané kultuře. Též například za autochtonní myšlenku určitého vědeckého oboru nebo směru se označuje ta, která je mu původní.
V psychoterapeutickém směru zvané satiterapie se jako autochtonní označuje takový způsob překonávání problémů a zvládání života, na který přijde pacient sám z vlastního prožitého vědění a svobodného rozhodnutí; opakem je řešení heterochtonní, tedy cizí, od jiných převzaté, normalizované, vnucené či prostě poslušně vykonané.